# Bud Powell
Bud Powell, właśc. Earl Rudolph Powell (ur. 27 września 1924 w Nowym Jorku, zm. 31 lipca 1966 tamże) – amerykański pianista jazzowy. Wraz z Theloniusem Monkiem, Charliem Parkerem i Dizzym Gillespie’em, Powell był kluczowym muzykiem w historii bebopu, a jego wirtuozeria sprawiła, że był nazywany „Birdem fortepianu jazzowego”.

## Życiorys
Dziadek Powella był gitarzystą flamenco, natomiast jego ojciec grał na fortepianie w stylu stride. Bud uczył się gry na fortepianie od wczesnego dzieciństwa, w wieku ośmiu lat zainteresował się jazzem, grając swoje własne transkrypcje utworów Arta Tatuma i Fatsa Wallera. Jego starszy brat, William, grał na trąbce, Bud należał do jego zespołu jako piętnastolatek. Także jego młodszy brat, Richie, oraz przyjaciel ze szkoły, Elmo Hope, byli pianistami. Wczesnym nauczycielem i mentorem Powella był Thelonious Monk, który był także jego bliskim przyjacielem. Zadedykował mu jedną ze swoich kompozycji In Walked Bud.
W początkach lat 40. XX wieku Powell grał w wielu zespołach, włączając zespół Cootiego Williamsa, który został opiekunem Powella ze względu na jego młody wiek. Z tym zespołem dokonał swoich pierwszych nagrań w 1944. W czasie tej sesji po raz pierwszy nagrano kompozycję Monka ’Round Midnight. Monk wprowadził także Powella do kręgu muzyków bebopowych, tworzącego się wtedy w „Minton’s Playhouse”. Już w wieku 18 lat grał tam z Charliem Christianem i Charliem Parkerem. Kolejne wczesne nagrania Powella to sesje nagrane wraz z Frankiem Socolowem, Dexterem Gordonem, J.J. Johnsonem, Sonnym Stittem, Fatsem Navarro i Kennym Clarkiem. W tych wczesnych latach tworzenia się bebopu, Powell i Monk, jako pierwsi pianiści nowoczesnego jazzu górowali nad współczesnymi sobie instrumentalistami takimi jak Al Haig, Ralph Burns, Dodo Marmarosa i Walter Bishop Jr.
Powell szybko stał się sławny z powodu umiejętności dokładnego grania w szybkich tempach swoich bebopowych solówek, a także zrozumienia dla idei stosowanych przez Charliego Parkera w jego muzyce. Solówki Powella, tworzone w duchu rywalizacji z Parkerem, są rozpoznawalne, z częstymi arpeggio i zastosowaniem skali chromatycznej. Powell używał uproszczonego akompaniamentu lewej ręki, przypominającego styl stride piano i grę pianisty Teddy’ego Wilsona. Akompaniament stanowiły często pojedyncze dźwięki, składające się z dźwięku podstawowego i kwinty. Często używał także decymy (którą potrafił zagrać z łatwością dzięki dużemu rozmiarowi dłoni), dodając septymę.
Pierwsze nagranie, w którym Powell występował jako leader, zostało zarejestrowane wraz z Curlym Russellem i Maxem Roachem w 1947 i wydane dwa lata później.
W listopadzie 1947 Powell został przyjęty do szpitala psychiatrycznego Creedmoor Psychiatric Centre, gdzie przebywał ponad rok; stosowano tam u niego terapię elektrowstrząsową, która spowodowała częściową utratę pamięci.
Powell chorował przez całe swoje życie, prawdopodobnie było to spowodowane pobiciem przez policję w 1945. Był również alkoholikiem i nawet niewielkie ilości alkoholu miały głęboki wpływ na jego zachowanie, powodując agresję.
Za najlepsze osiągnięcia Powella uznawane są nagrania dokonane przed 1954, dla Blue Note Records i Normana Granza (wytwórnie: Clef Records, Norgran Records i później Verve) oraz Mercury. Pierwsza sesja nagraniowa dla Blue Note odbyła się w sierpniu 1949 i wzięli w niej udział Fats Navarro, Sonny Rollins, Powell, Tommy Potter i Roy Haynes. Kolejna sesja dla Blue Note, w 1951, nagrana została z Russellem i Roachem. Sesje dla Granza (było ich kilkanaście) nagrane zostały solo lub w triach, z różnymi basistami i perkusistami, takimi jak Russell, Roach, Buddy Rich, Ray Brown, Percy Heath, George Duvivier, Art Taylor, Lloyd Trotman, Osie Johnson, Art Blakey i Kenny Clarke.
W latach 50. Powell nagrywał dla Blue Note i Verve, z przerwą na kolejny długi pobyt w szpitalu w okresie 1951–1953, który nastąpił po aresztowaniu za posiadanie marihuany. Gra Powella po opuszczeniu szpitala nie była już tak błyskotliwa, co w dużej mierze spowodowane było wpływem chlorpromazyny, stosowanej w leczeniu schizofrenii. W 1956 wypadku samochodowym zginął jego brat, Richie (a wraz z nim zginął Clifford Brown).
Po kilku kolejnych pobytach w szpitalach Powell przeniósł się w 1959 do Paryża wraz ze swoją przyjaciółką z dzieciństwa, Altevią „Buttercup” Edwards. W Paryżu grał razem z Pierrem Michelotem i Kennym Clarkiem. W 1963 Powell zachorował na gruźlicę i w następnym roku wrócił do Nowego Jorku. Powell zmarł w szpitalu w 1966.

## Dyskografia
Podane daty oznaczają datę nagrania.

### Nagrania w studiu
- 1947 Bud Powell Trio (Roost Records)
- 1949–50 Bud Powell Piano Solos (Mercury/Clef)
- 1949–51 The Amazing Bud Powell (Blue Note)
- 1950 Bud Powell Piano Solos #2 (Mercury/Clef)
- 1950–51 Bud Powell's Moods (Mercury/Clef)
- 1953 The Amazing Bud Powell, Vol. 2 (Blue Note)
- 1953 Bud Powell Trio, Volume 2 (Roost)
- 1954–1955 Bud Powell's Moods (Norgran/Verve)
- 1954–1955 Jazz Original (Norgran)
- 1955 The Lonely One... (Verve)
- 1955 Piano Interpretations by Bud Powell (Norgran/Verve)
- 1956 Blues in the Closet (Verve)
- 1956 Strictly Powell (RCA)
- 1957 Swingin’ with Bud (RCA)
- 1957 Bud! The Amazing Bud Powell (Vol. 3) (Blue Note)
- 1957–58 Bud Plays Bird (Roulette/Blue Note)
- 1958 Time Waits: The Amazing Bud Powell (Vol. 4) (Blue Note)
- 1958 The Scene Changes: The Amazing Bud Powell (Vol. 5) (Blue Note)
- 1961 A Tribute to Cannonball (Columbia)
- 1961 A Portrait of Thelonious (Columbia)
- 1963 Bud Powell in Paris (Reprise)

#### Nagrania koncertowe i domowe
- 1944–48 Earl Bud Powell, Vol. 1: Early Years of a Genius, 44-48 (Mythic Sound)
- 1953 Winter Broadcasts 1953 (ESP-Disk)
- 1953 Spring Broadcasts 1953 (ESP-Disk)
- 1953 Inner Fires (Elektra)
- 1953 Summer Broadcasts 1953 (ESP-Disk)
- 1953 Autumn Broadcasts 1953 (ESP-Disk)
- 1953–55 Earl Bud Powell, Vol. 2: Burnin’ in U.S.A., 53-55 (Mythic Sound)
- 1957–59 Earl Bud Powell, Vol. 3: Cookin' at Saint-Germain, 57-59 (Mythic Sound)
- 1959–60 Bud in Paris (Xanadu Records)
- 1959–1961 Earl Bud Powell, Vol. 5: Groovin' at the Blue Note, 59-61 (Mythic Sound)
- 1960 The Essen Jazz Festival Concert (Black Lion Records)
- 1960–64 Earl Bud Powell, Vol. 11: Gift for the Friends, 60-64 (Mythic Sound)
- 1961 Pianology (Moon Italy)
- 1961–64 Earl Bud Powell, Vol. 4: Relaxin’ at Home, 61-64 (Mythic Sound)
- 1962 Bud Powell Live in Lausanne 1962 (Stretch Records)
- 1962 Bud Powell Live in Geneva (Norma Japan)
- 1962 Bud Powell Trio at the Golden Circle, Vols. 1-5 (Steeplechase Records)
- 1962 Buddism (SteepleChase)
- 1962 Bouncing with Bud (Sonet Records)
- 1962 ’Round About Midnight at the Blue Note (Dreyfus Jazz Records)
- 1962–64 Bud Powell at Home – Strictly Confidential (Fontana)
- 1963 Earl Bud Powell, Vol. 6: Writin' for Duke, 63 (Mythic Sound)
- 1964 Earl Bud Powell, Vol. 7: Tribute to Thelonious, 64 (Mythic Sound)
- 1964 Blues for Bouffemont (Fontana)
- 1964 Hot House (Fontana)
- 1964 Earl Bud Powell, Vol. 8: Holidays in Edenville, 64 (Mythic Sound)
- 1964 The Return of Bud Powell (Roulette)
- 1964 Earl Bud Powell, Vol. 9: Return to Birdland, 64 (Mythic Sound)
- 1964 Earl Bud Powell, Vol. 10: Award at Birdland, 64 (Mythic Sound)
- 1964 Ups'n Downs (Mainstream Records)

### Jako sideman
Z Cootiem Williamsem
- 1944 Cootie Williams and His Orchestra 1941–44

Z Frankiem Socolowem
- 1945 New York Journeyman – Complete Recordings

Z J.J. Johnsonem
- 1946 J.J. Johnson's Jazz Quintets

Z Dexterem Gordonem
- 1947 Dexter Rides Again
- 1963 Our Man in Paris

Z The Quintet (Dizzy Gillespie, Charlie Parker, Bud Powell, Charles Mingus, Max Roach)
- 1953 Jazz at Massey Hall

Z Artem Blakeyem
- 1959 Paris Jam Session

Z Charlesem Mingusem
- 1960 Mingus at Antibes